# Bacabachi
Bacabachi (en idioma mayo: Baka báchia: "Semilla de carrizo") es una ranchería del municipio de Navojoa ubicado en el sur del estado mexicano de Sonora. Según los datos del Censo de Población y Vivienda realizado en 2020 por el Instituto Nacional de Estadística y Geografía (INEGI), Bacabachi tiene un total de 1,370 habitantes.

## Geografía
Baburo se sitúa en las coordenadas geográficas26°53′45″ de latitud norte y 109°23'30" de longitud oeste del meridiano de Greenwich, a una elevación de 57 metros sobre el nivel del mar.